# 都市人類学
都市人類学（としじんるいがく、urban anthropology）とは、都市を調査・研究する文化人類学の一分野。
1970年代のアメリカで使われ始めた言葉・概念。近似の学問に都市社会学がある。都市社会学の手法が統計的・計量的な調査と解析が中心なのに対して、都市人類学では観察や面接に基づく質的な分析が中心になることに違いがある。都市人類学では、観察された「様々な行動の態様」から「行動の型」（パターン、pattern）を抽象し、抽象したいくつもの「行動の型」から「文化類型」（コンフィギュレーション、configuration）を抽象し、抽象したいくつもの「文化類型」から「気風や思潮」（エトス、ethos、キャッチフレーズ）を抽象するといった手法を用いて都市を分析する。
都市人類学の研究者・成果には、アフリカの都市研究のサウスオール、京都の研究で『祇園祭』（1974年）、大阪の研究で『天神祭』（1979年）を著わした米山俊直、アメリカの都市部における黒人街、イタリア人街などの研究がある。日本では、1978年第17回日本民族学会にてシンポジウム「文化人類学における都市研究の可能性」が、1988年の第25回催日本民族学会にて「新大阪の研究－都市人類学の試み」というシンポジウムが催された。

## 関連著作
- 『文化人類学入門』　祖父江孝男　中公新書　2006年3月10日増補改訂版28版　ISBN 4-12-190560-1